# Claude-Étienne Minié

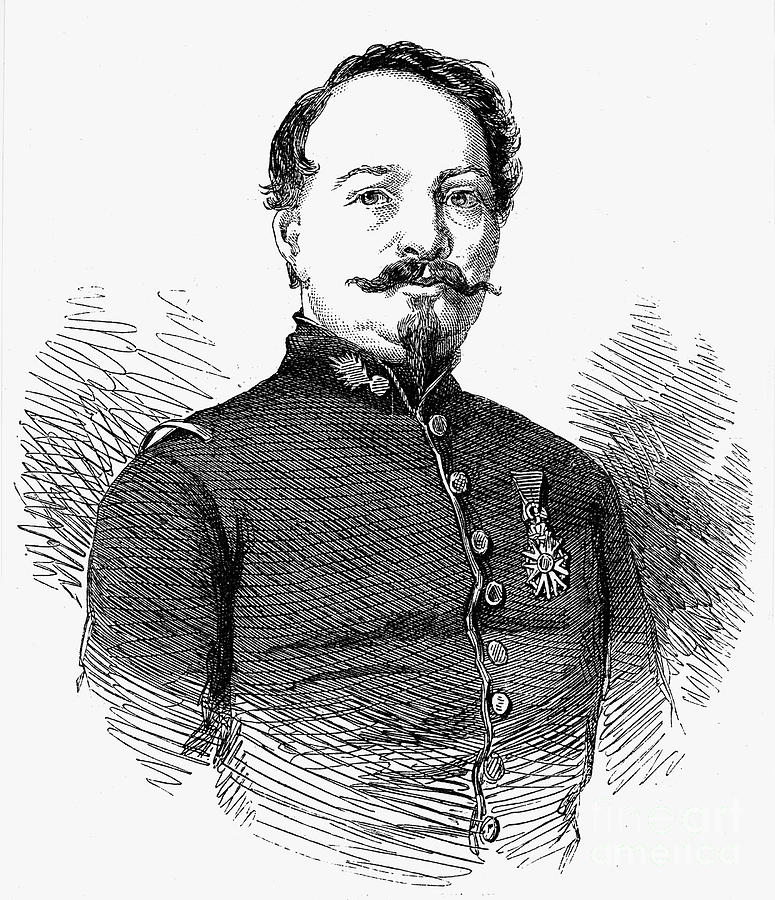
Claude Etienne Minié (1804 bis 1879)

Claude-Etienne Minié (* 13. Februar 1804 in  Paris; † 14. Dezember 1879 ebenda) war der Erfinder des Miniégewehrs. 
Minié war der Sohn eines armen Handwerkers in Paris, ging zur Armee und stieg vom gemeinen Soldaten zum Offizier auf. 1830 kam er nach Algier und beschäftigte sich seitdem mit Feuerwaffen. Er arbeitete auch mit den Werken von Henri Gustave Delvigne und Louis Étienne de Thouvenin. Sein Durchbruch gelang 1847 mit der Erfindung des Minié-Geschosses und 1849 mit dem nach ihm benannten Gewehr.
1852 wurde er zum Kommandeur eines Bataillons ernannt und war dann längere Zeit Lehrer für Büchsenschießen an der Normalschule zu Vincennes. Nach seiner Verabschiedung als Oberst 1858 ging er nach Ägypten, wo ihm der Vizekönig Muhammad Said die Leitung einer Waffenfabrik und einer Schießschule in Kairo übertrug und ihn zum General ernannte. Nach Paris zurückgekehrt, beschäftigte er sich viel mit Gewehrkonstruktionen.
Miniés Entwicklung verbesserte die Treffgenauigkeit und damit die Reichweite des Gewehrs auf ein Mehrfaches. Zudem konnten seine Verbesserungen an vorhandenen Waffen nachgerüstet werden. Das führte zu einer schnellen Verbreitung seiner Technik in ganz Europa. Mit der verbesserten Präzision veränderte er die Kriegführung nachhaltig. Das Standardgewehr konnte vorher auf ca. 100 bis 200 m treffen, das neue Gewehr konnte bereits bei 1000 m eingesetzt werden. Die hohen Verluste im Sezessionskrieg kamen auch dadurch zustande, dass mit alter Taktik, aber neuen Waffen gekämpft wurde.